# B.F.W. M-18
El Bayerische Flugzeugwerke M 18 (B.F.W. M 18) (más tarde conocido como Messerschmitt M 18) fue un avión de pasajeros producido en Alemania a finales de los años 20 del siglo XX.

## Diseño y desarrollo
Diseñado a petición del as de la aviación y fundador del Sportflug GmbH Theodor Croneiß para suministrar un avión a su nueva línea aérea, que se convertiría en la Nordbayerische Verkehrsflug (NOBA), se trataba de un avión monoplano cantilever convencional de ala alta con tren de aterrizaje fijo de patín de cola. El prototipo fue construido en madera, aunque los ejemplares de producción tendrían una estructura metálica. El diseño fue elogiado en su época por su aerodinámica, la ligereza de su construcción y su economía de operación.

## Historia operacional
El primer M 18 que entró en servicio con NOBA fue proporcionado por Messerschmitt a cambio de una participación del 49% en la nueva compañía, y el 26 de julio comenzó sus vuelos comerciales. Los primeros éxitos de NOBA permitieron a la compañía hacer pedidos de más ejemplares de un modelo mejorado, el M 18b. Finalmente compraría doce de ellos, pero fabricarlos excedía la capacidad de la pequeña empresa propiedad de Messerschmitt, dando lugar a una fusión con Bayerische Flugzeugwerke (BFW) en 1927. Después de la reorganización de NOBA en DEVAG (Deutsche Verkehrsflug) en 1931, fue ordenado un pequeño número de una versión mejorada designado M 18d, pero el modelo fue pronto sustituido por el similar, pero más grande BFW M 20. En total, esta compañía llegó a operar de las cuatro versiones hasta 18 M 18.

## Variantes
M 18a
Versión de producción de tres plazas con motor Siemens-Halske Sh 11 de 60 kW (80 hp), 2 construidos para la Nordbayerischer Verkehrsflug GmbH - NOBA.
M 18b
Exteriormente semejante al M 18a con motor Siemens-Halske Sh 12 de 82 kW (110 hp) y capacidad para dos tripulantes y cuatro pasajeros, o bien un piloto y cinco pasajeros; 12 construidos.
M 18c
Versión modificada para fotografía aérea con motor Armstrong Siddeley Lynx de 164 kW (220 hp); 2 o 3 construidos.
M 18d
Versión ligeramente mayor para seis o siete pasajeros y nuevo tren de aterrizaje que aumentaba la luz del fuselaje sobre el suelo; podía optarse por varias plantas motrices alternativas, entre ellas el Walter Mars de 150 hp, el Wright Whirlwind de 325 hp y el Armstrong Siddeley Lynx de 220 hp; 8 construidos.

## Operadores
Alemania
- Nordbayerische Verkehrsflug
- Deutsche Verkehrsflug

 Alemania
- Deutsche Luftsportverband[6]

 Suiza
- Fuerza Aérea Suiza
- Ad Astra Aero
- Eidgenössischen Grundbuchamt Bern[6]

## Especificaciones (M 18d)
Referencia datos: Messerschmitt: an aircraft album, Flugzeug-Typenbuch 1936

### Características generales
- Tripulación: Uno (piloto)
- Capacidad: 6/7 pasajeros
- Longitud: 9,4 m (30,8 ft)
- Envergadura: 15,8 m (51,8 ft)
- Altura: 2,8 m (9,2 ft)
- Superficie alar: 24,8 m² (267 ft²)
- Peso vacío: 890 kg (1961,6 lb)
- Peso cargado: 1760 kg (3879 lb)
- Planta motriz: motor radial de 9 cilindros refrigerado por aire Wright R-975 Whirlwind.
  - Potencia: 242 kW (334 HP; 329 CV) cada uno.

### Rendimiento
- Velocidad máxima operativa (Vno): 212 km/h (132 MPH; 114 kt)
- Velocidad crucero (Vc): 180 km/h (112 MPH; 97 kt)
- Velocidad de entrada en pérdida (Vs): 90 km/h (56 MPH; 49 kt)
- Alcance: 630 km (340 nmi; 391 mi)
- Techo de vuelo: 5300 m (17 388 ft)
- Régimen de ascenso: 3,1 m/s (610 ft/min)
- Carga alar: 75 kg/m² (15,4 lb/ft²)
- Potencia/peso: 0,126 kW/kg (0,077 hp/lb)

## Aeronaves relacionadas

### Secuencias de designación
- Secuencia M _ (interna de Messerschmitt): M 17 - M 18 - M 19 - M 20 - M 21 →